# Brycinus sadleri
Brycinus sadleri és una espècie de peix de la família dels alèstids i de l'ordre dels caraciformes.

## Morfologia
- Els mascles poden assolir 13,8 cm de longitud total.[1][2]

## Alimentació
Menja insectes.

## Hàbitat
És un peix d'aigua dolça i de clima tropical.

## Distribució geogràfica
Es troba a Àfrica: llacs Victòria, Kyoga i Nabugabo, i rius Malawa i Nil.

## Profit econòmic
És present als mercats locals.

## Estat de conservació
Les seues principals amenaces són la terbolesa de l'aigua i la sedimentació a conseqüència de l'erosió i l'expansió agrícola a les conques hidrogràfiques. Al nivell local del llac Victòria, la pesca il·legal i la depredació per part de la perca del Nil (Lates niloticus) suposen altres problemes afegits per a la seua supervivència.